# Siegfried Störtte

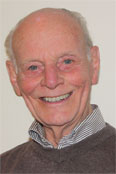
Siegfried Störtte

Siegfried Störtte (* 31. Dezember 1929 in Wermelskirchen; † 9. Oktober 2018 ebenda) war ein deutscher Kommunalbeamter. Von 1976 bis 1994 war er Stadtdirektor der Stadt Wermelskirchen.

## Leben
Störtte wuchs in Wermelskirchen auf, wo er am 1. Mai 1947 eine Ausbildung für den mittleren Verwaltungsdienst beim Amt Wermelskirchen begann. Im Juli 1966 wurde er zum Amtskämmerer bestellt. Am 21. September 1976 wählte der Rat der Stadt Störtte zum Stadtdirektor für 12 Jahre. Am 2. Mai 1988 wurde Störtte für weitere 8 Jahre gewählt. Das Amt hatte er bis zu seiner Pensionierung Ende 1994 inne.
Neben seiner Tätigkeit als Stadtdirektor war Störtte in Gremien und Vereinen vertreten; von 1961 bis 1976 war er Geschäftsführer der Freiwilligen Feuerwehr Wermelskirchen. Von 1991 bis 1993 war er Vorsitzender des Wupperverbandes und von 1993 bis 1994 dessen Verbandsratsvorsitzender. Störtte war Vorsitzender des Förderkreises, im Vorstand des Bauvereins und im Kuratorium des Hauses Vogelsang. Störtte war Träger des Ehrenrings von Wermelskirchen.